# Marcelino Poblet
Marcelino Poblet (San Luis, Imperio español; 1761 - San Luis, Argentina; 1825) fue un hacendado, comerciante y político argentino, que apoyó la Revolución de Mayo y fue miembro de la Junta Grande de gobierno de su país.

## Biografía
Era hijo de un nativo proveniente de la Capitanía General de Chile, y se educó en el convento dominico de su ciudad natal. En su juventud perteneció a las milicias locales, se dedicó a la minería de oro en las sierras de San Luis y a la destilación de licores en un trapiche. También fue miembro del cabildo y se dedicó a la ganadería.
Desde enero de 1810 era alcalde de primer voto del cabildo de su ciudad, y apoyó sin retaceos la Revolución de Mayo, a pesar de la oposición de los realistas de las dos provincias vecinas de Mendoza y Córdoba. Fue elegido diputado a la Junta Grande, a la que se unió a fines de diciembre de ese año. Se unió al grupo de su presidente, Cornelio Saavedra, y apoyó la revolución de abril de 1811, que desplazó a los partidarios del ya fallecido Mariano Moreno. Algunos de ellos fueron deportados a San Luis e influyeron para que el cabildo puntano revocara su poder como diputado. Pero la Junta se negó a separarlo del cargo.
Una vez disuelta la Junta, regresó a San Luis en enero de 1812, y el gobierno local lo confinó a un pueblo aislado por orden del Primer Triunvirato. Recuperó la libertad a fines de ese mismo año.
En 1816 fue nuevamente alcalde del cabildo, y apoyó sin dudas la política civil y militar del gobernador de Cuyo, general José de San Martín. Pero a los tres meses volvió a tener problemas, ya que pretendió reunir una asamblea popular para elegir el diputado de su ciudad al Congreso de Tucumán. El gobernador Vicente Dupuy, en cambio, decidió que él mismo elegiría al diputado, cargo para el que eligió al porteño Juan Martín de Pueyrredón. Este no representaba a esa provincia, sino al gobernador, que había sido elegido por el gobierno central en Buenos Aires (es decir, San Luis no tuvo representante en el Congreso). El alcalde Poblet terminó nuevamente en la cárcel y luego confinado.
En 1819, después del intento de sublevación de los prisioneros realistas que terminó con la muerte de todos ellos, volvió a colaborar con Dupuy.
Pero al año siguiente se pronunció por el partido federal. A fines de año fue elegido diputado al congreso federal que debía reunirse en Córdoba, pero éste fracasó por la oposición porteña. Durante el gobierno de José Santos Ortiz ejerció como legislador y luego se retiró a su estancia, hasta su muerte, en octubre de 1825.